# Copicucullia heinrichi
Copicucullia heinrichi là một loài bướm đêm trong họ Noctuidae.